# 中性子放出
中性子放出（Neutron emission）は放射性崩壊の形式であり、原子が含む超過した中性子を原子核が単純に放出する過程である。
中性子を放出する同位体の例にはヘリウム5やベリリウム13が上げられる。ただし、ヘリウム5の崩壊はまた、定義上はアルファ崩壊にも分類される。ヘリウム5の崩壊は以下の様にあらわすことが出来る。
{\displaystyle {\ce {^{5}He->{^{4}He}+{}^{1}n}}}
カリフォルニウム252の例のように多くの重同位体では、自発核分裂のいろいろな放射性崩壊の過程の生成物の一つとして中性子が放出される。
中性子は核分裂反応の過程で吸収、排出され、連鎖反応は中性子によって伝達される。遅発中性子は中性子に富んだ分裂生成物に放出され、即発中性子だけよりはるかに遅いことによって反応度の変化を作り出し原子炉の制御を助ける。

## 参照項目
- 中性子線